# Margate (Flórida)
Margate é uma cidade localizada no estado americano da Flórida, no condado de Broward. Foi incorporada em 1961.

## Geografia
De acordo com o United States Census Bureau, a cidade tem uma área de 23,5 km², onde 22,9 km² estão cobertos por terra e 0,6 km² por água.

### Localidades na vizinhança
O diagrama seguinte representa as localidades num raio de 8 km ao redor de Margate.

## Demografia
Segundo o censo nacional de 2010, a sua população é de 53 284 habitantes e sua densidade populacional é de 2 324,64 hab/km². Possui 24 863 residências, que resulta em uma densidade de 1 084,71 residências/km².